# Dürre und Hitze in Europa 2025

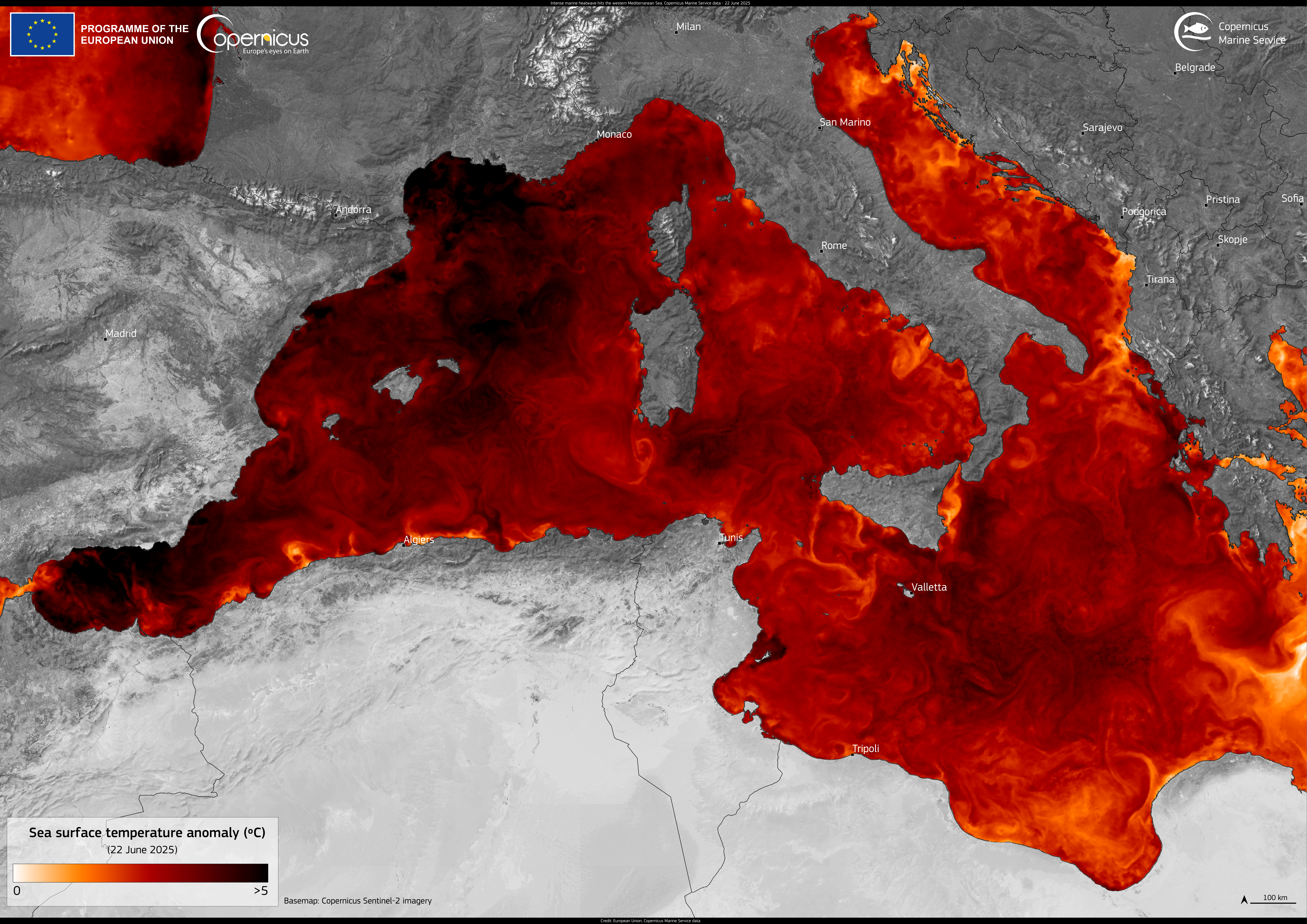
Anomalien der Meeresoberflächentemperatur im Mittelmeer am 22. Juni

Die Dürre und Hitze in Europa 2025 ist eine Abfolge von Hitzewellen und Dürren in weiten Teilen Europas, die Ende Juni zunehmend intensiver wurden. In vielen Teilen Europas fielen Temperaturrekorde, einige Regionen litten unter Wasserknappheit und es kam zu zahlreichen Waldbränden.

## Ausgangslage
Laut einer vorläufigen Bilanz des Deutschen Wetterdienstes war in Deutschland bereits das Frühjahr (März, April, Mai) eines der drei trockensten seit Messbeginn 1881. Nur im Frühjahr 1893 und 2011 hatte es dort noch weniger geregnet. Die Periode von Februar bis Mai war in Deutschland gar die trockenste seit Messbeginn. Im ersten Halbjahr des Jahres regnete es in Potsdam auf dem Telegrafenberg so wenig wie nie zuvor seit Beginn der Aufzeichnungen im Jahr 1893, wie das Potsdam-Institut für Klimafolgenforschung (PIK) auf der Basis der vorläufigen Angaben der dortigen Messstation des Deutschen Wetterdienstes mitteilte. Gemäß dem Bundesamt für Meteorologie und Klimatologie (MeteoSchweiz) waren in den drei Frühlingsmonaten auch weite Teile der Schweiz von unterdurchschnittlichen Niederschlagsmengen betroffen. So fielen z. B. in Bern in der Periode vom 1. März bis am 5. Juli nur 60 Prozent der üblichen Niederschläge. In der Periode von März bis Juni gab es dort erst viermal weniger Regen seit Messbeginn 1864.

## Verlauf
Die erste Hitzewelle erreichte zwischen dem 17. und 22. Juni ihren Höhepunkt und betraf weite Teile West- und Südeuropas. Die zweite Hitzewelle ereignete sich zum Monatswechsel, wobei zwischen dem 30. Juni und dem 2. Juli in derselben Region noch extremere Temperaturen herrschten. Zwischenzeitlich waren einige Länder von einem Unwetter mit Orkanböen heimgesucht worden.

### Juni
In El Granado wurde am 29. Juni mit einer Temperatur von 46 Grad Celsius (°C) der neue Juni-Rekord für Spanien registriert. Damit wurde der vorherige Rekord mit einer Temperatur von 45,2 °C in Sevilla aus dem Jahr 1965 überboten. In der portugiesischen Kleinstadt Mora stieg die Temperatur Ende Juni bis auf 46,6 °C. Unter anderem in Paris wurde die höchsten Hitzewarnstufe ausgerufen. Der bisherige Rekord war im Jahr 2017 mit 44,9 °C ebenfalls dort gemessen worden. Die maximalen gefühlten Temperaturen erreichten nordöstlich von Lissabon 48 °C, was „extremem Hitzestress“ entspricht und etwa 7 °C über dem durchschnittlichen Juni-Maximum liegt.
In Österreich wurde die Nacht auf den 26. Juni 2025 an mehreren Orten als Tropennacht registriert und im Verlaufe des Tages wurden mehrere Juni-Temperaturrekorde gebrochen. Es war in Österreich der drittwärmste Juni seit Messbeginn. Unter anderem gab es in Kärnten einen Juni-Hitzerekord und einige Stationsrekorde. Am 26. Juni 2025 hatte es einige neue Juni-Hitzerekorde für die jeweilige Messstation gegeben wie zum Beispiel 37,9 °C wurden in Klagenfurt am Wörthersee, 37,8 °C in Ferlach und 36,7 °C in Bad Radkersburg gemessen. In Feistritz ob Bleiburg wurde am 26. Juni 2025 eine Temperatur von 38,3 °C gemessen, der vorherige Juni-Rekord lag bei 38,0 °C, der am 27. Juni 2019 in Hermagor und in Dellach im Drautal gemessen wurde. In der Schweiz wurde Ende Juni 2025 auf dem Berg Weissfluhjoch mit 20,3 °C erstmals in einem Juni die 20-Grad-Marke überschritten. Die Monatsmitteltemperatur betrug auf dem Bergpass Jungfraujoch 2,6 °C und hatte somit 0,4 °C höher als im bisherigen Rekord-Juni 2003 gelegen.
Die Nullgradgrenze lag am 28. Juni 2025 in der Schweiz bei 5.124,6 m ü. M., womit die Grenze von 5.000 m ü. M. erstmals seit Messbeginn 1954 bereits im Juni überschritten worden war. Zudem war dies die fünfthöchste jemals gemessenen Nullgradgrenze. Auch am Folgetag lag die Nullgradgrenze mit 5.065 m ü. M. auf über 5.000 m ü. M., was der zweithöchsten jemals gemessenen Nullgradgrenze in einem Juli entspricht. Die höchste Tagesmitteltemperatur für einen Juni (seit Messbeginn 1959) wurde am 29. Juni 2025 in Hallau mit 27 °C und in Ulrichen mit 21,9 °C gemessen.
Auch weite Teile Südeuropas erlebten überdurchschnittlich viele Tropennächte. In Teilen Spaniens gab es bis zu 24 Tropennächte, 18 mehr als im Junidurchschnitt. In den Balkanländern lagen die Temperaturen häufig um die 37 °C, Anfang Juni erlebte Griechenland eine Reihe tropischer Nächte mit häufig über 30 °C.

### Juli
In Demker, einem Ortsteil der Stadt Tangerhütte in Sachsen-Anhalt, wurde am 2. Juli eine Temperatur von 39,2 °C erreicht und damit ein neuer Rekord erzielt. In Sachsen erzielte die Gemeinde Mockrehna mit einer Temperatur von 38,5 °C einen neuen Höchstwert. Auch in Thüringen war es heiß. In Artern wurde mit 37,9 °C der Höchstwert gemessen.
Aus Brandenburg in Heideblick-Langengrassau wurde die deutschlandweit höchste Temperatur von 39,9 °C gemeldet.
Der Allzeit-Hitzerekord in Deutschland von 41,2 °C, der am 25. Juli 2019 in Tönisvorst und Duisburg-Baerl gemessen wurde, wurde nicht erreicht.
Um den 22. Juli wurden weite Teile Süd- und Südosteuropas von einer Hitzewelle heimgesucht. Bis zum 24. Juli dauerte in Skandinavien eine rund 14-tägige Hitzewelle. In Norwegen war es teils 10 bis 15 °C wärmer als zu dieser Jahreszeit üblich. Am 25. Juli wurde in der Türkei mit 50,5 °C in Silopi (Provinz Şırnak) ein neuer nationaler Temperaturrekord verzeichnet, womit der bisherige Rekord vom 15. August 2023 von 49,5 °C in Sarıcakaya (Provinz Eskişehir) um rund ein Grad übertroffen wurde.

### August
Auch im August wurden weite Teile Europas von Hitzewellen heimgesucht. Am Morgen des 12. Augusts wurde im spanischen Getafe mit 27,3 °C der dortige Allzeitrekord der höchsten Minimaltemperatur seit Messbeginn gebrochen. Im Verlauf des Tages wurde dort ein Temperaturmaximum von 40,6 °C und in Sevilla 44,4 °C registriert. Beide Werte lagen etwa 2 °C unter dem jeweiligen Allzeitrekord. Auch in Frankreich wurden Temperaturen um die 40 °C erreicht. Am 13. August erreichte eine Hitzewelle in der Schweiz ihren Höhepunkt, mit Temperaturmaxima von teilweise über 36 °C. Mit Stand vom 19. August herrscht in den meisten Regionen der Schweiz die Gefahrenstufe «mässig» bis «erhebliche», im Wallis «grosse» bis «sehr grosse» Waldbrandgefahr. Im ganzen Kanton Wallis gilt von daher ein generelles Feuerverbot.

## Auswirkungen
Einige Regionen waren von Waldbränden bedroht. Die Situation trug zudem zu einer erhöhten Ozonbelastung bei. Gewässer erwärmten sich oder drohten auszutrocknen. Nach Angaben des EU-Erdbeobachtungsprogramms Copernicus war das Mittelmeer mit 26 °C Ende Juni noch nie so warm gewesen. Auf den Flüssen wurde der Frachtverkehr aufgrund von Niedrigwasser zunehmend eingeschränkt, wie z. B. auf dem Rhein und der Elbe. Am 1. Juli schloss Frankreich aufgrund hoher Temperaturen Schulen und die oberste Etage des Eiffelturms. Wie das Bildungsministerium in Paris mitteilte, blieben rund 1.350 Schulen ganz oder teilweise geschlossen. Während es in Norditalien zu heftigen Gewittern und Starkregen kam, herrschten in vielen Regionen im Land anhaltend hohe Temperaturen. Das Gesundheitsministerium rief für mehrere Großstädte, darunter Rom, Bologna und Florenz, die höchste Hitzewarnstufe aus. In mehreren Städten Italiens fiel der Strom aus, vermutlich aufgrund hoher Temperaturen. Im Stadtzentrum von Florenz waren beispielsweise zahlreiche Geschäfte vorübergehend ohne Elektrizität, wie die italienische Nachrichtenagentur ANSA berichtet hatte. In Spanien in der Region Katalonien kam es am 12. und 13. Juli zu schweren Unwettern, vor denen Anfang Juli für diese Stelle gewarnt worden war. Lokal fielen innerhalb kurzer Zeit über 100 mm Regen. Straßen wurden überflutet, Flüsse traten über die Ufer und Keller liefen voll.
In Frankreich war für 14 Départements die höchste Hitzewarnstufe Rot sowie in 64 weiteren die Warnstufe Orange erlassen worden.
Der spanische Wetterdienst Agencia Estatal de Meteorología  hatte entsprechende Hitzewarnungen für folgende Regionen herausgegeben wie z. B. Extremadura, Andalusien, Castilla-La Mancha, Aragonien, Navarra und La Rioja. Auch die Küsten- und Pyrenäenregionen waren davon betroffen.

### Wald- und Flächenbrände
Am 15. Juli hatten die verbrannten Flächen bereits 231.539 Hektar erreicht und liegen damit 119 Prozent über dem langjährigen Durchschnitt von 105.586 Hektar für diese Zeit des Jahres. Nachfolgend eine nicht abschließende Aufzählung der betroffenen Länder.

#### Albanien
In Albanien hatten heftige Waldbrände gewütet.
Von der Hitze angetrieben – teils gelegt durch Brandstifter – wurden Wälder und Häuser zerstört. Über 1000 Einsatzkräfte, die von EU-Flugzeugen unterstützt wurden, kämpften gegen die Flammen.
Mit Stand vom 28. Juli bekämpften Feuerwehrleute mindestens sechs verschiedene Waldbrände.
Nachdem in 24 Stunden landesweit knapp 40 Feuer ausgebrochen waren, waren dutzende Brände aktiv.
In der Gemeinde Finiq rund 160 Kilometer südlich von Tirana mussten etwa zehn Menschen ihre Häuser verlassen. Mehrere Wohngebäude waren ab- bzw. ausgebrannt. Ein Altersheim in Poliçan sowie sechs Familien aus den umliegenden Dörfern waren evakuiert worden.

#### Bulgarien
Mehr als 230 Brandherde gab es in Bulgarien. Um die Mehrfachbrände zu bekämpfen, wurden vier Hubschrauber und zwei Flugzeuge entsandt. Aufgrund der hohen Temperaturen wurde in elf Regionen die Alarmstufe Rot ausgerufen. Dutzende Häuser brannten bis auf die Grundmauern ab.
In entlegenen Gegenden und Orten, vor allem im Süden, kämpften Feuerwehrleute, Förster und freiwillige Helfer gegen Wald- und Buschbrände. 300 Hektar Wald waren verbrannt, unbewohnte Häuser im Südwesten des Landes ausgebrannt und Dorfbewohner wurden in Sicherheit gebracht. Die Regierung hatte die Europäische Union bei den Löscharbeiten um Hilfe gebeten.

#### Deutschland

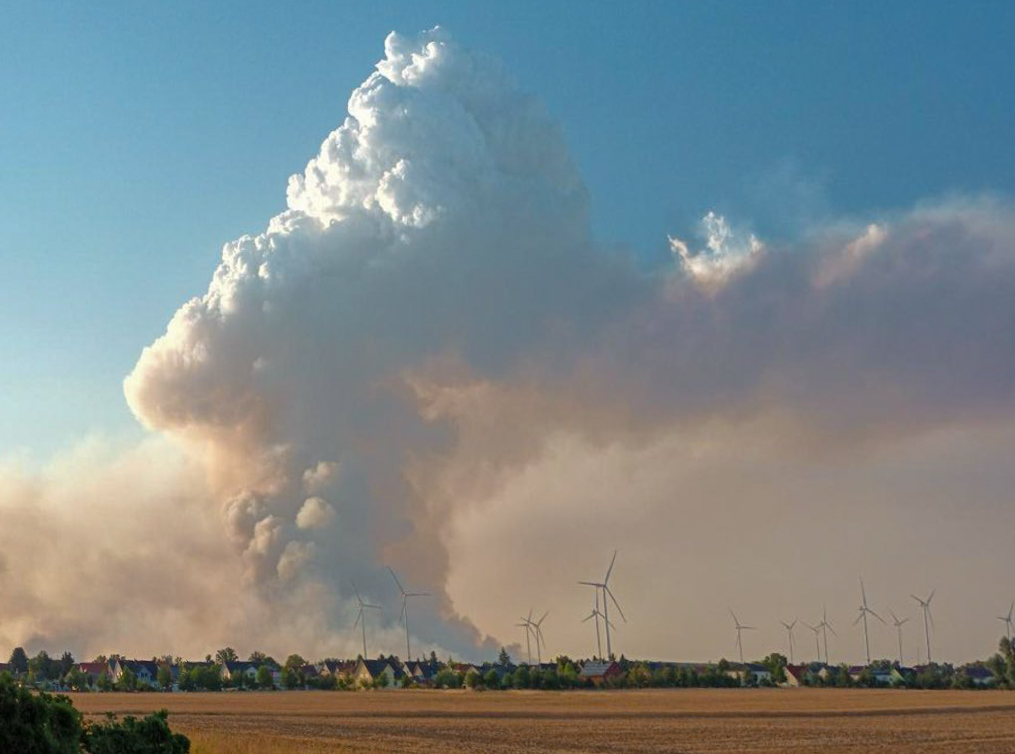
Der Waldbrand in der Gohrischheide, 3. Juli 2025

Am 1. Juli entstand ein Waldbrand im munitionsbelasteten Bereich der Gohrischheide, welcher sich in einer Woche auf einer Fläche von 2400 Hektar ausbreitete. Bei Jütrichau wurden neben Feldern insgesamt 49 Hektar Wald vernichtet. Auf der Saalfelder Höhe in Thüringen kam es Anfang Juli zum größten Waldbrand in Thüringen seit rund 30 Jahren. Zeitweise waren 650 Helfer im Einsatz, dabei auch Einsatzkräfte aus Bayern, auch der Katastrophenfall war ausgerufen worden.

#### Frankreich
Auch in Frankreich kam es zu Waldbränden. Am 8. Juli erreichte einer der Brände die Großstadt Marseille. Der Flughafen Marseille Provence wurde infolge ab Mittag geschlossen, um 21:30 Uhr wurde der Flugbetrieb wieder aufgenommen. Der Zugverkehr vom Bahnhof Marseille-Saint-Charles nach Norden und Westen wurde unterbrochen.
Ein weiterer großflächiger Brand war nahe der südfranzösischen Stadt Narbonne ausgebrochen. Am 17. Juli brach in der Hafenstadt Martigues bei Marseille ein weiterer Großbrand aus, der sich bisher auf 240 Hektar ausbreitete. Inzwischen ist der Brand unter Kontrolle. Ein Waldbrand zerstörte an der französischen Mittelmeerküste 630 Hektar Vegetation, mehrere Häuser und landwirtschaftliche Betriebe.
In der Nähe von Port-la-Nouvelle bei Narbonne wurden etwa 1000 Bewohner und Gäste von zwei Campingplätzen zeitweise in Sicherheit gebracht. Die Brandursache ist noch unbekannt.
Ein weiterer Waldbrand brach am 5. August im Corbières-Massiv im Département Aude aus. Am Tag darauf hatte sich der Brand wegen starker Winde des lokal üblichen Tramontane
bereits auf über 16.000 Hektar ausgebreitet. Mehrere Gemeinden südwestlich von Lézignan-Corbières (zwischen den Städten Carcassonne und Narbonne) wurden evakuiert. Am 5. August waren mehr als 2500 Haushalte ohne Strom. Unter anderem wurde die Autoroute A 9 zwischen Narbonne und Perpignan gesperrt. Nach Angaben von Umweltministerin Agnès Pannier-Runacher handelt es sich um den größten Brand in Frankreich seit 1949. Am 7. August hatte die Feuerwehr erreicht, dass sich das Feuer nicht weiter ausbreitete. Bis zu diesem Zeitpunkt war eine Person ums Leben gekommen und 18 waren verletzt worden, darunter 16 Feuerwehrleute. Weiterhin wurden mindestens 36 Wohnhäuser und 40 Fahrzeuge zerstört oder beschädigt.

#### Griechenland

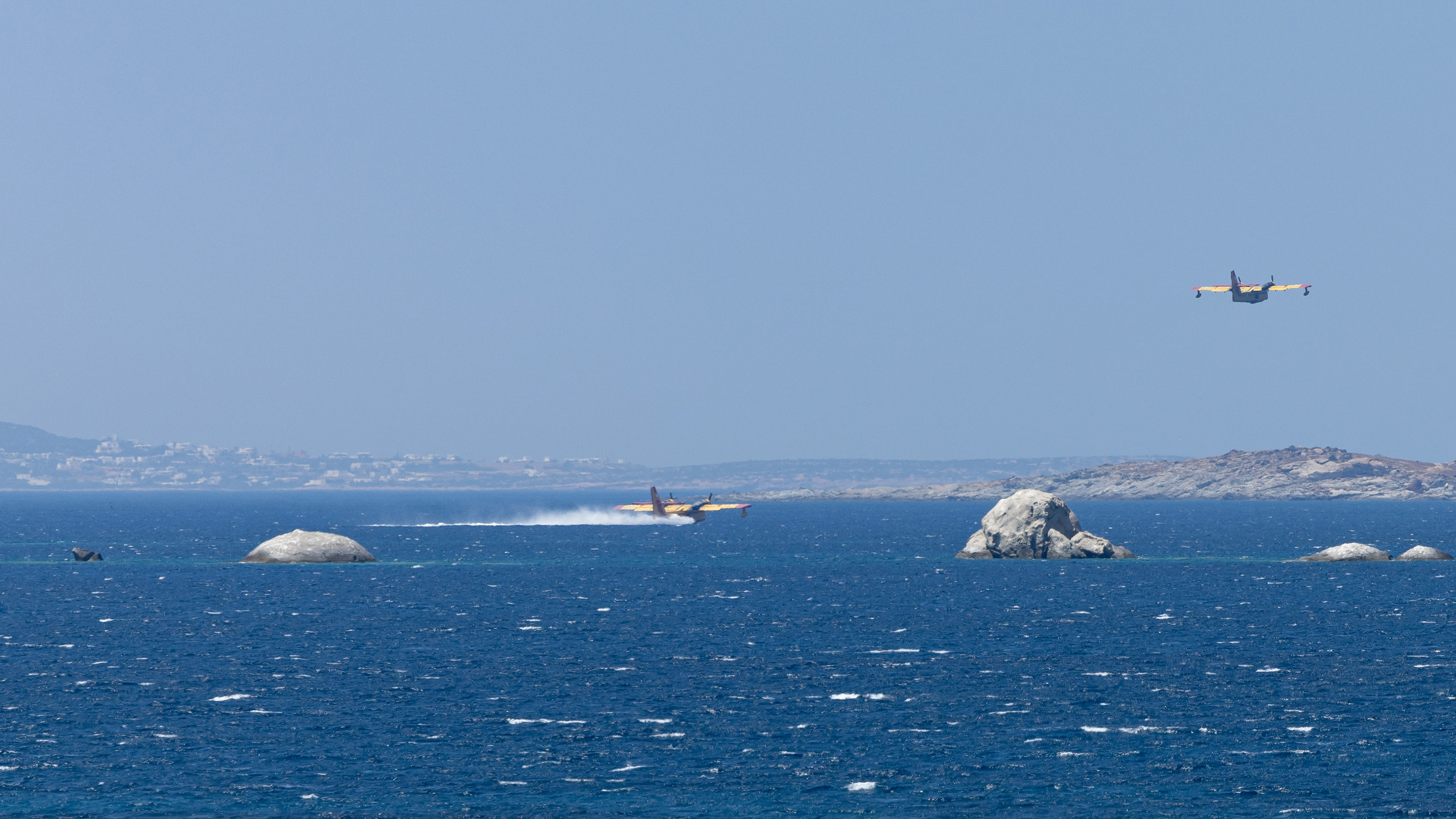
Löschflugzeuge der griechischen Luftstreitkräfte nehmen vor Naxos Wasser auf, Juni 2025

Gemäß einer Meldung vom 13. August 2025 wurden in Griechenland seit Juni bereits mehr als 20.000 Hektar Land durch Waldbrände zerstört, fünf Menschen starben. Auf der Halbinsel Chalkidiki kam es zu einem Waldbrand in der Nähe eines Badestrands, die Brandursache ist noch nicht bekannt. Das Feuer wurde durch hohe Temperaturen und eine Dürreperiode begünstigt. Auf Kreta brach nahe der Stadt Ierapetra ein Waldbrand aus, was die Evakuierung von ca. 5.000 Personen nach sich zog.
Die Brände auf Kreta und bei Athen waren inzwischen unter Kontrolle. Die Feuerwehr warnte weiterhin vor der extremen Waldbrandgefahr im Land. Den Anwohnern sowie Urlaubern rieten die Behörden zu erhöhter Vorsicht. Es besteht die zweithöchste Warnstufe für die Inseln Lesbos, Chios und Samos. Besonders betroffen sind/waren die Gebiete nördlich von Athen, Euböa, Kithira, Kreta sowie Gebiete auf der Halbinsel Peloponnes. Darüber hinaus waren die Orte Kryoneri und Drosopigi evakuiert worden. Die Akropolis in Athen wurde aufgrund hoher Temperaturen zeitweise geschlossen. Bei Athen sowie auf den Inseln Kreta, Euböa und Kythira und auf der Halbinsel Peloponnes waren mehrere große Brände ausgebrochen. Wegen Atemwegsbeschwerden mussten dutzende Menschen in Krankenhäuser gebracht und Ortschaften evakuiert werden. Die hohe Anzahl an Waldbränden war besonders auffällig, die binnen kürzester Zeit ihren Anfang genommen hatten. Innerhalb von 24 Stunden waren am 27. Juli in ganz Griechenland 52 Brände ausgebrochen, wie das Europäische Waldbrandinformationssystem (Effis) erfasste, wobei in diesem Jahr bereits 10.282 Hektar durch die Flammen zerstört wurden. Im Jahre 2021 waren es 85 Großbrände, die 130.744 Hektar niedergebrannt hatten. Ein Jahr später waren es fast 23.000 Hektar, gefolgt von über 174.000 Hektar 2023 und über 41.000 Hektar 2024. Zusammengefasst zwischen 2021 und 2024 belief sich die verbrannte Fläche auf 369.945 Hektar oder 3.699 km². Die Insel Kythira hatte es besonders erwischt, dort war bereits die halbe Insel abgebrannt. Aufgrund von Brandschäden waren einige Dörfer von der Wasserversorgung abgeschnitten, auch die Insel Kreta war nicht unbeschadet davongekommen, vier Häuser und eine Kirche waren den Flammen zum Opfer gefallen. Knapp 1.600 Hektar landwirtschaftlich genutztes Land sowie Wald- und Buschflächen wurden durch die Brände zerstört. Aufgrund anhaltender Trockenheit und starker Winde war die Waldbrandgefahr weiter angestiegen. Für ein Drittel des Landes bestehe eine „sehr hohe“ Waldbrandgefahr (Warnstufe 4), und zwar für die Halbinsel Peloponnes, West- und Zentralgriechenland, Region Attika, Euböa, sowie Ostmakedonien und Thrakien.
Ferner waren die Regionen rund um die Hafenstadt Patras, die Inseln Chios, Zakynthos und ein Gebiet nähe der albanischen Grenze  besonders von Brandherden betroffen.
Um den 27. Juli bat Griechenland die EU um Hilfe im Kampf gegen die Waldbrände. Allein am 12. August wurden 82 neue Brände in Griechenland registriert.

#### Italien
In Italien waren besonders die Toskana, Sardinien, Apulien und die Basilikata von Bränden betroffen.
Am stärksten betroffen war der Süden. Auf Sizilien verbrannten mehr als 16.900 Hektar. Im Zeitraum zwischen Januar und Juli 2025 wurden insgesamt 653 Brände im ganzen Land registriert, die eine Fläche von 30.988 Hektar zerstört hatten. Laut einem Bericht der dortigen Forstbehörde wurden allein zwischen Mai und Ende Juli gut 3700 Brände registriert. Landesweit wurden seit Beginn des Sommers rund 33.000 solcher Brände gezählt. Am Nachmittag war am Küstenabschnitt Punta Molentis nahe dem Ferienort Villasimius ein Feuer ausgebrochen, rund 50 Kilometer östlich der Inselhauptstadt Cagliari. Auf Sardinien wurden rund 200 Badegäste vor einem Waldbrand in Sicherheit gebracht. Erneut war es unweit des bei Touristen beliebten Ferienorts Villasimius (Region Sardinien) zu einem Brand gekommen. In der Nähe von Orosei an der Ostküste mussten wegen Waldbränden vorsorglich 150 Menschen, Landhäuser und ein Ferienlager evakuiert werden, mehrere Strände wurden gesperrt. Wegen eines Waldbrandes musste auf der Insel Ischia vorsorglich ein Hotel evakuiert werden.
Am Vesuv waren wegen eines Waldbrandes sämtliche Wanderwege im Nationalpark Vesuv „bis auf Weiteres“ aus Sicherheitsgründen für Touristen gesperrt worden. Große Teile der Lacryma-Christi-Weinlagen waren kurz vor der Weinlese durch die Flammen zerstört worden. Auch trugen zahlreiche Obstplantagen und der Nationalpark selbst schwere Schäden davon.

#### Kroatien
In Kroatien in der Gemeinde Jasenice bei Split wüteten seit dem 10. August schwere Waldbrände. Das Feuer hatte sich durch die starken Winde rasch auf mehrere Hänge ausgeweitet und Wohngebiete erreicht und war auch wegen der starken Winde am 11. August immer wieder aufgeflammt. Rund 250 Hektar Kiefernwald und Buschland wurden dadurch zerstört. Die Adria-Autobahn D8 war daher auf dem betroffenen Abschnitt Mutogras nach Omiš seit 11. August aus Sicherheitsgründen gesperrt worden.
Umliegende Gebäude konnten bislang weitgehend geschützt werden. Jedoch waren durch den Brand etliche Oliven- und Feigenbäume vernichtet worden. Bei einigen Menschen gab es eine leichte Rauchgasvergiftung. Verletzt wurde niemand.

#### Montenegro
Mitte August bat Montenegro im Ausland um Hilfe bei der Bekämpfung der Brände. Schweizerische und österreichische Feuerwehrwehrleute unterstützen dort ihre Kollegen, die bestehende Ausrüstung des Landes reicht für die Brandbekämpfung nicht aus.

#### Nordmazedonien
Zahlreiche Brände waren auch in Nordmazedonien ausgebrochen. Unterstützt wurde das Nachbarland von Griechenland mit Einsatzkräften und Löschmaterial. Das Land hatte aufgrund der hohen Waldbrandgefahr strenge Zugangsbeschränkungen für die Wälder erlassen. Die Waldgebiete dürfen vom 1. Juli bis zum 31. August nur noch mit Genehmigung betreten werden. Verstöße werden mit Geldstrafen bis zu 2000 Euro geahndet. Wegen ständig auflodernden Waldbränden hatte die Regierung den Krisenzustand ausgerufen.

#### Portugal
Mit Stand vom 29. Juli kämpften in Portugal fast 2.700 Feuerwehrleute gegen landesweit 17 Brände. Die Lage im Kreis Arouca im Zentrum des Landes war besonders angespannt. Rund 500 Feuerwehrleute mit 175 Fahrzeugen waren im Einsatz. Das Land hat nach der Waldbrandsaison 2017 mit damals mehr als hundert Toten seine Ausgaben für die Prävention und die Bekämpfung von Waldbränden stark erhöht. Nach vorläufigen Angaben der nationalen Forstbehörde wurden allein im Jahr 2025 bereits mehr als 29.000 Hektar durch Brände zerstört. Aufgrund von Waldbränden hatten die örtlichen Behörden die Waldbrand-Alarmstufe ausgerufen. Um den 16. August bat Portugal die EU um Hilfe im Kampf gegen die Waldbrände.

#### Spanien
In Katalonien wurden mit Stand vom 8. Juli bereits fast 3.000 Hektar Wald durch einen Brand zerstört, wobei auch der Parc Natural dels Ports betroffen ist. In Spanien sind bei einem Waldbrand mindestens zwei Menschen ums Leben gekommen. Laut Feuerwehr wurden die Leichen in Katalonien bei Löscharbeiten entdeckt.
Westlich von Madrid waren Hunderte Feuerwehrleute und Helfer den zweiten Tag in Folge gegen einen verheerenden Waldbrand im Einsatz. In der zentralspanischen Provinz Ávila hatte heftiger Wind die Flammen jedoch immer wieder erneut angefacht. Feuerwehrleute und eine Spezialeinheit des Militärs versuchten die Brände in der Provinz Ávila einzudämmen. Ein 2.500 Hektar großes Feuer konnte in der Provinz Cáceres unter Kontrolle gebracht werden. In Andalusien mussten um den 5. August in Tarifa sieben Hotels, zwei Campingplätze und 5.000 Fahrzeuge evakuiert werden, nachdem gemäß dem Fernsehsender TVE ein Feuer in einem Wohnmobil auf einem Campingplatz am Berg La Peña, wenige Kilometer von Tarifa entfernt, ausgebrochen war. Mit Stand vom 13. August kämpfte das Land nach wie vor gegen mehrere Waldbrände. In den Provinzen Zamora und Léon waren über 40.000 Hektar betroffen. Das Feuer war das schlimmste seit Beginn der Aufzeichnungen. Das UNESCO-Weltkulturerbe Las Médulas wurde schwer getroffen. In Galicien ist die Provinz Ourense am stärksten betroffen. In der Gemeinde Chandrexa de Queixa brannten 11.000 Hektar, was der zweitgrößte Waldbrand in Galicien war. Auf der Hochgeschwindigkeitsstrecke von Madrid nach Galicien musste der Zugverkehr wiederholt unterbrochen werden. Um den 14. August bat Spanien die EU um Hilfe im Kampf gegen die Waldbrände.
Unter anderem war in der Provinz León das Dorf Palacios de Jamuz zum Teil niedergebrannt. Am 17. August forderte die Katastrophenschutzbehörde der spanischen Region Kastilien und León über soziale Netzwerke Pilger dazu auf, ihre Wanderung auf dem Jakobsweg zu unterbrechen. Von Jahresbeginn bis zum 17. August wurden in Spanien bereits über 200 Waldbrände verzeichnet, die sich auf einer Fläche von insgesamt 157.000 Hektar ausbreiteten, davon entfielen 100.000 Hektar einzig auf den August. Nach Angaben des European Forest Fire Information System (EFFIS) verbrannten seit Jahresbeginn bereits 382.000 Hektar Land, so viel wie nie zuvor innerhalb eines ganzen Jahres.

#### Türkei
In der Türkei musste die Feuerwehr ab Ende Juni gegen schwere Waldbrände vorgehen. Vorerst besonders betroffen war unter anderem die Provinz Izmir, wo mit Stand vom 5. Juli 2025 bereits drei Menschen ums Leben kamen. Bei Löscharbeiten in der Nähe der westtürkischen Stadt Eskişehir starben am 23. Juli zehn Helfer, vierzehn weitere wurden im Krankenhaus behandelt. Das Feuer war in der westtürkischen Provinz Bursa bis in Wohngebiete vorgedrungen. Mehr als 3.500 Menschen mussten in Sicherheit gebracht werden. Dem Ministerium für Forstwirtschaft und Umwelt zufolge waren 2025 bisher (Stand Anfang August) mehr als 2.000 Waldbrände ausgebrochen. Um den 8. August brach in der Nähe des Dorfes Sarıcaeli in der Provinz Çanakkale ein Feuer aus, das sich vom Ackerland auf einen nahen gelegenen Wald ausbreitete. Durch starke Winde wurden die Löscharbeiten erschwert, im Einsatz waren acht Flugzeuge, vier Hubschrauber, dutzende Feuerwehrautos und schwere Maschinen. Aus einer Pflegeeinrichtung wurden 52 Anwohner in Sicherheit gebracht und ein Universitätscampus wurde vorsorglich geräumt. Drei Dörfer wurden evakuiert. Mehr als 270 Einsatzkräfte kämpften gegen das Feuer. Um den 11. August war erneut ein Waldbrand in der westtürkischen Stadt Çanakkale ausgebrochen und der örtliche Flughafen wurde teilweise gesperrt.

#### Zypern
Auf Zypern starben gegen Ende Juli zwei Personen nördlich der Hafenstadt Limassol, die in einem ausgebrannten Auto auf einer Landstraße gefunden wurden. Eine Fläche von rund 120 km² ist verbrannt.

### Abschaltung von Kernkraftwerken
In Frankreich wurde am 29. Juni das Kernkraftwerk Golfech heruntergefahren, um ein zusätzliches Aufheizen der Garonne durch das Kühlwasser zu verhindern. Auch beim Kernkraftwerk Blayais wurde die Leistung reduziert. In der Schweiz wurde beim Kernkraftwerk Beznau die Leistung vorerst um 50 Prozent gedrosselt, damit sich die Aare durch das Kühlwasser nicht weiter aufheizt. Am 1. Juli wurde einer der beiden Reaktoren runtergefahren, am 2. Juli wurde auch der zweite Reaktor vom Netz genommen. Am 8. Juli wurden beide Blöcke wieder angefahren.

### Wasserknappheit
Mit Stand vom 13. August sind zahlreiche Länder von Wasserknappheit betroffen, unter anderem Frankreich, Griechenland, Italien, Türkei, Spanien, Vereinigtes Königreich und Zypern.